# Librería de Prairie Avenue
La librería de la Avenida Prairie era un establecimiento ubicado en Chicago, Illinois (una ciudad conocida por su gran historia arquitectónica. ) que  proveía material bibliográfico sobre arquitectura. El Financial Times la calificó como "la mejor librería de arquitectura del mundo". No obstante, la librería cerró permanentemente el lunes 31 de agosto de 2009. 